# オリンピックのボツワナ選手団
オリンピックのボツワナ選手団（オリンピックのボツワナせんしゅだん）は、1980年モスクワ大会で初出場。2010年現在、夏季大会にはモスクワ大会以降の大会に毎回出場している。冬季大会には一度も出場していない。
ボツワナの国内オリンピック委員会は1978年に設立。1980年に国際オリンピック委員会に承認された。

## 概要
これまで夏季オリンピックで獲得したメダルは4個。2012年ロンドンオリンピック陸上競技男子800mでナイジェル・アモスが獲得した銀メダル、2020年東京オリンピック陸上競技男子4×400mリレーで獲得した銅メダル、2024年パリオリンピック陸上競技男子200mでレツィレ・テボゴが獲得した金メダル、 2024年パリオリンピック陸上競技男子4×400mリレーで獲得した銀メダルである。

## メダル獲得数一覧

### 夏季オリンピック
| 大会名                | 金 | 銀 | 銅 | 計 |
| 1980 モスクワ         | 0  | 0  | 0  | 0  |
| 1984 ロサンゼルス     | 0  | 0  | 0  | 0  |
| 1988 ソウル           | 0  | 0  | 0  | 0  |
| 1992 バルセロナ       | 0  | 0  | 0  | 0  |
| 1996 アトランタ       | 0  | 0  | 0  | 0  |
| 2000 シドニー         | 0  | 0  | 0  | 0  |
| 2004 アテネ           | 0  | 0  | 0  | 0  |
| 2008 北京             | 0  | 0  | 0  | 0  |
| 2012 ロンドン         | 0  | 1  | 0  | 1  |
| 2016 リオデジャネイロ | 0  | 0  | 0  | 0  |
| 2020 東京             | 0  | 0  | 1  | 1  |
| 2024 パリ             | 1  | 1  | 0  | 2  |
| 合計                  | 1  | 2  | 1  | 4  |

### オリンピック競技別
| 競技           | 金 | 銀 | 銅 | 計 |
| -------------- | -- | -- | -- | -- |
| 陸上競技       | 1  | 2  | 1  | 4  |
| 計 (競技数: 1) | 1  | 2  | 1  | 4  |